# Kalte Betten
Kaltes Bett ist ein politisches Schlagwort für eine Wohnung, die nicht dauernd bewohnt wird.
Ursache für kalte Betten sind saisonale Nachfrageschwankungen im Massentourismus, verschärft durch einen hohen Anteil an Zweit- und Ferienwohnungen sowie Immobilienspekulation in touristisch attraktiven Regionen und Großstädten. Der Ausdruck wurde in der Schweiz geprägt. In Deutschland, Österreich und Südtirol ist das Phänomen auch unter dem Stichwort Ferien- und Zweitwohnsitzproblematik bekannt.

## Problematik
Allgemein stellt das Problem der verödenden Zweitwohnsitzsiedlungen sowohl im urbanen wie auch im ländlichen Raum in allen europäischen Tourismusregionen ein enormes stadt- und bauleitplanerisches Problemfeld dar. Neben dem Faktor Zersiedelung ist das Kalte-Betten-Phänomen im Alpenraum einer der Kofaktoren der Bergflucht, der Zentralisierung und Zer- und Entsiedelung des alpinen Raums in Richtung der urbaneren Talräume. Wenn Orte nur mehr episodisch belebt sind, suchen sich die Einheimischen anderorts Arbeit und beginnen, nur mehr in ihren Heimatort zu pendeln, sodass sie selbst Zweitwohnsitznutzer werden. Außerdem steht die Zweitwohnsitzproblematik auf Kommunalebene direkt mit dem Thema sozialer Wohnungsbau in Konkurrenz: Es muss Wohnraum geschaffen werden, obwohl ungenutzter Wohnraum vorhanden ist. Und es muss eine Infrastruktur für Spitzenbelegung geschaffen werden, die aber von einer abnehmenden Zahl Daueransässiger erhalten werden muss. Begleiterscheinungen sind verödende, still gelegene oder gar ausgestorbene Nachbarschaften, in Stadtvierteln wie in Dörfern.

## Begrenzende Maßnahmen
In den EU-Mitgliedsstaaten des Alpenraums setzt man im Allgemeinen auf erhöhte Ortstaxen, die Einheimische wie Ausländer gleich betreffen und auch das Kommunalbudget konsolidieren. Die auseinanderbrechende dörfliche oder städtische Lebenstruktur kann man damit aber nicht kontrollieren, weil es Tourismusgemeinden geradezu animiert, kalte Betten anzusiedeln, die kaum Kosten verursachen, aber Einnahmen bringen.
Um dem Leerstand von Wohnraum entgegenzuwirken, haben sich in Deutschland unter dem Begriff Collaborative Consumption verschiedene Timesharing-Modelle (Ferienwohnrechte) etabliert.
In Baden-Württemberg und in Berlin gibt es seit 2014 Zweckentfremdungsverbotsgesetze, um zu verhindern, dass Wohnraum nicht nur vorübergehend gewerblich für Zwecke der Fremdenbeherbergung genutzt bzw. als Ferienwohnung vermietet wird. Das Berliner Verwaltungsgericht bestätigte mit Urteil vom 8. Juni 2016 das Berliner ZwVbG als verfassungsgemäß.

## Situation in der Schweiz
In der Schweiz gilt zur Verhinderung dieses Phänomens seit 1985 das Bundesgesetz über den Erwerb von Grundstücken durch Personen im Ausland (Lex Koller), da die Problematik besonders auf Urlaubswohnsitze bezogen ist. Analoge rechtliche Regelungen zum Grunderwerb durch Ausländer in Österreich, Italien und anderen Alpenregionen waren durch die EU-Freizügigkeits-Gesetzgebung abgeschafft worden.
Am 11. März 2012 wurde zudem Franz Webers Eidgenössische Volksinitiative Schluss mit uferlosem Bau von Zweitwohnungen abgestimmt und angenommen, um den Zweitwohnungsanteil für jede Gemeinde auf höchstens 20 % zu begrenzen. Nach Art. 6 Abs. 1 des Bundesgesetzes über Zweitwohnungen vom 20. März 2015, das zum 1. Januar 2016 in Kraft getreten ist, dürfen in Gemeinden, in denen der Zweitwohnungsanteil bereits über 20 Prozent liegt, keine neuen Zweitwohnungen mehr bewilligt werden. Liegt dieser Anteil zwar noch unter 20 Prozent, hätte die Erteilung einer Baubewilligung aber zur Folge, dass die Gemeinde den Zweitwohnungsanteil von 20 Prozent überschreiten würde, so darf die Bewilligung ebenfalls nicht erteilt werden.
Bereits nach einer Entscheidung des Bundesgerichts vom Mai 2013 mussten alle Baugesuche, die nach dem 11. März 2012 eingereicht worden waren, neu geprüft werden, ob sie das 20-Prozent-Plafond einhalten. Die Organisation Helvetia Nostra hatte zuvor 2350 Einsprüche eingereicht.